# Kleinochsenfurt
Kleinochsenfurt ist ein Gemeindeteil der Stadt Ochsenfurt im Landkreis Würzburg (Unterfranken, Bayern).

## Geographie
Das Pfarrdorf Kleinochsenfurt liegt am rechten Ufer des Mains auf 182 m ü. NHN etwa an der Südspitze des Maindreiecks. Durch den Ort führt die Staatsstraße 2270 (früher: Bundesstraße 13) von Sommerhausen nach Frickenhausen am Main. Kleinochsenfurt ist im Südosten mit Ochsenfurt baulich zusammengewachsen. Im Norden, außerhalb des Siedlungsgebietes, befinden sich ein Wartturm und der Burgstall Kleinochsenfurt. In Kleinochsenfurt mündet der Rappertsmühlbach in den Main.

## Geschichte
Um 740 wurde ein Benediktinerinnenkloster auf der rechten Seite des Mains auf dem Gebiet von Kleinochsenfurt von der heiligen Thekla von Kitzingen gegründet. Bis ins Jahr 1133 gab es dort einen Furtübergang durch den Main, der durch eine erste Brücke ersetzt wurde. Das Dorf war im Besitz des Klosters Kitzingen, das es als Lehen an die Herren von Hohenlohe weitergab. Im Jahr 1327 verkaufte Heinrich von Hohenlohe ein Teil der Vogtei zu Kleinochsenfurt an das Domkapitel in Würzburg. Am 1. Juli 1971 wurde Kleinochsenfurt nach Ochsenfurt eingemeindet.